# Janko Kavčič (pedagog)
Janko Kavčič, slovenski športni pedagog, univerzitetni profesor in publicist, * 19. december 1909, Remšnik, † 28. avgust 1990, Beograd.   

## Življenjepis
Rojen kot Ivan Kavčič očetu učitelju Ivanu st. in materi Katarini (rojeni Šnejder). Kavčič je leta 1933 končal učiteljišče v Mariboru ter 1936 diplomiral Fakulteti za telesno kulturo (FKT) v Berlinu. Od leta 1936 do 1941 je bil referent na ministrstvu za telesno vzgojo v Beogradu in predavatelj na višji šoli ta telesno vzgojo. Po koncu vojne je deloval v Fizkulturni zvezi Jugoslavije in Zvezi za telesno vzgojo Partizan Jugoslavije. V letih 1960–1962 je bil direktor Visoke šole za telesno vzgojo, 1963 prvi dekan FTK Beograd, tu je bil do 1978 redni profesor in vodja katedre za gimnastiko.
Kavčič je avtor številnih telovadnih sestavov za telovadne akademije in javne telovadne nastope ter avtor strokovnih člankov in razprav o telesni vzgoji.